# Miss Afghanistan

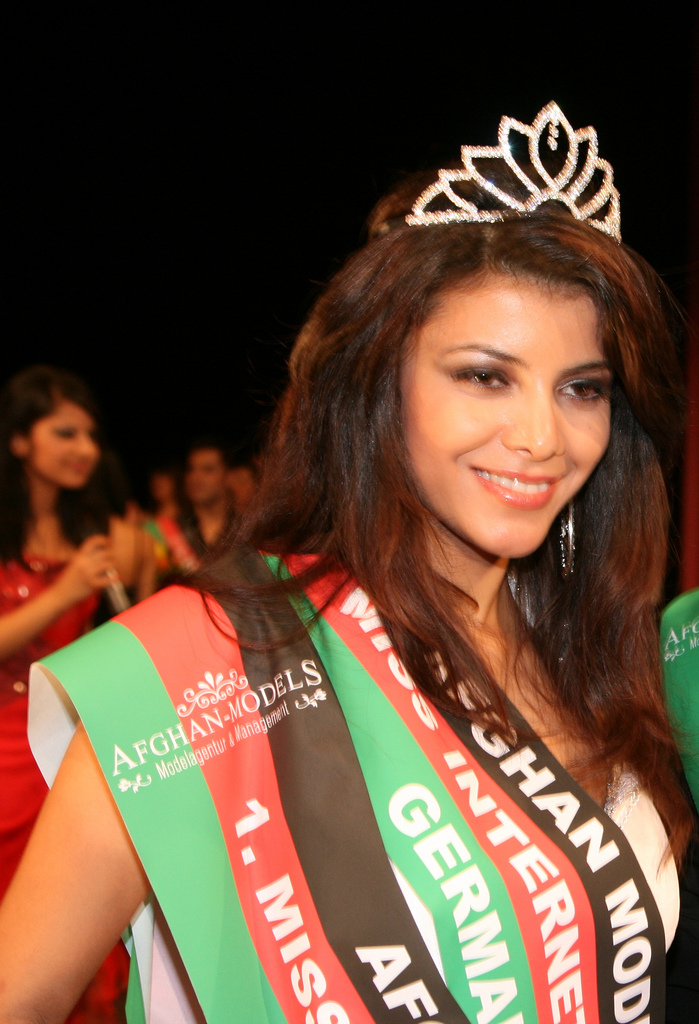
Zallascht Sadat - Miss Afghanistan - (2008)

Miss Afghanistan est un concours de beauté féminine, réservé aux jeunes femmes afghanes. Cette pratique est désormais interdite en Afghanistan et doit se dérouler à l'étranger.

## Histoire
Zohra Daoud est la seule Miss à avoir été couronnée dans son propre pays en décembre 1972.
Zallascht Sadat a été élue « Miss Afghanistan 2009 » à Hambourg, lors d'une rencontre de mannequins afghanes en exil. 